# Nino Benvenuti
Giovanni „Nino“ Benvenuti (* 26. April 1938 in Izola; † 20. Mai 2025 in Rom) war ein italienischer Boxer. Er war von Juni 1965 bis Juni 1966 unumstrittener Weltmeister im Halbmittelgewicht (WBA/WBC), sowie von April bis September 1967 und erneut von März 1968 bis November 1970 unumstrittener Weltmeister im Mittelgewicht (WBA/WBC). Er war 1968 Ring Magazine Boxer des Jahres und fand 1992 Aufnahme in die International Boxing Hall of Fame.
Bei den Amateuren wurde er 1957 in Prag sowie 1959 in Luzern jeweils Europameister im Halbmittelgewicht und 1960 in Rom auch Olympiasieger im Weltergewicht.

## Amateurkarriere
Benvenuti wurde 1956 Italienischer Meister im Weltergewicht, sowie 1957, 1958, 1959 und 1960 Italienischer Meister im Halbmittelgewicht. Er gewann jeweils im Halbmittelgewicht die Europameisterschaften 1957 in Prag und 1959 in Luzern, wobei er unter anderem Rolf Caroli, Tadeusz Walasek, Dragoslav Jakovljević und Henryk Dampc besiegen konnte.
1960 gewann er die Goldmedaille im Weltergewicht bei den Olympischen Sommerspielen in Rom, nachdem er sich gegen Jean Josselin, Kim Ki-soo, Schischman Mitssew, James Lloyd und Juri Radonjak durchgesetzt hatte. Darüber hinaus wurde er zum herausragendsten Boxer der Olympischen Spiele gewählt und mit dem Val-Barker-Pokal ausgezeichnet.

## Profikarriere
Benvenuti begann seine Profikarriere im Januar 1961 und blieb in seinen ersten 65 Kämpfen ungeschlagen. Er wurde dabei im März 1963 Italienischer Meister im Mittelgewicht und konnte den Titel dreimal verteidigen. Am 18. Juni 1965 boxte er um die zu diesem Zeitpunkt einzigen WM-Titel der WBA/WBC und damit um die Unumstrittene Weltmeisterschaft im Halbmittelgewicht, wobei er den Titelträger, seinen Landsmann Sandro Mazzinghi (Kampfbilanz: 40-1), durch KO in der sechsten Runde besiegen konnte. Am 15. Oktober 1965 gewann er zudem mit einem KO-Sieg in der sechsten Runde gegen den Spanier Luis Folledo (93-3) den EBU-Europameistertitel im Mittelgewicht.
Am 17. Dezember 1965 verteidigte er die WM-Titel durch einen einstimmigen Punktsieg im Rückkampf gegen Sandro Mazzinghi (41-2), sowie am 14. Mai 1966 den EBU-Titel durch TKO in der 14. Runde gegen den Deutschen Jupp Elze (27-1). Am 25. Juni 1966 verlor er die WM-Titel schließlich in der zweiten Verteidigung durch eine knappe Punktniederlage per Split Decision an den Südkoreaner Kim Ki-soo (22-0). Den EBU-Titel verteidigte er jedoch noch am 21. Oktober 1966 durch TKO in der elften Runde gegen den Franzosen Pascal Di Benedetto (21-0).
Am 17. April 1967 boxte er im Madison Square Garden von New York City um die WM-Titel der WBA/WBC im Mittelgewicht und siegte dabei einstimmig nach Punkten gegen den US-amerikanischen Titelträger Emile Griffith (52-7). Das Duell wurde später zum Ring Magazine Kampf des Jahres gewählt. Benvenuti verlor zwar den direkten Rückkampf und damit die Titel am 29. September 1967 durch Mehrheitsentscheidung nach Punkten, gewann jedoch ein drittes Aufeinandertreffen um die Titel am 4. März 1968 im Madison Square Garden einstimmig nach Punkten und wurde damit zum bereits dritten Mal Weltmeister.

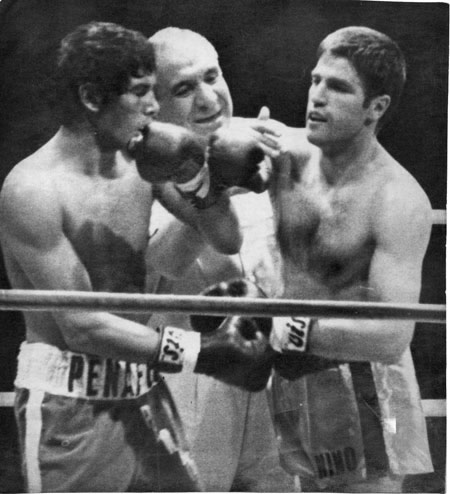
Nino Benvenuti (rechts) im Kampf gegen Carlos Monzón am 8. Mai 1971

Am 14. Dezember 1968 verteidigte er die Titel einstimmig gegen den US-Amerikaner Don Fullmer (47-13), war jedoch in der siebenten Runde am Boden und hatte in seinem letzten Kampf nur ein Unentschieden gegen Doyle Baird (22-2) erreicht. Am 26. Mai 1969 verlor er dann in einem Nichttitelkampf einstimmig gegen Dick Tiger (58-18), was Benvenuti mit einer Handverletzung erklärte.
Eine weitere Titelverteidigung gewann er am 4. Oktober 1969 gegen den US-Amerikaner Fraser Scott (17-0) durch Disqualifikation, aufgrund eines Kopfstoßes durch Scott in der siebenten Runde. Zudem gewann er eine Titelverteidigung am 22. November 1969 durch KO in der elften Runde gegen den Kubaner Luis Rodríguez (96-7).
Am 13. März 1970 verlor er dann in einem Nichttitelkampf völlig überraschend durch TKO gegen Tom Bethea (9-5), weshalb der US-Amerikaner am 23. Mai 1970 sein nächster WM-Herausforderer wurde. Diesmal siegte jedoch Benvenuti durch KO in der achten Runde. Am 12. September 1970 siegte er dann auch in einem Rückkampf gegen Doyle Baird (30-3) durch TKO, gegen welchen er im Oktober 1968 sein einziges Unentschieden erreicht hatte.
Die WM-Titel verlor er schließlich am 7. November 1970 in Rom durch eine TKO-Niederlage in der zwölften Runde an den Argentinier Carlos Monzón (67-3), wobei das Duell zum Ring Magazine Kampf des Jahres ernannt wurde. Nach einer Punktniederlage gegen José Chirino (18-4) kam es am 8. Mai 1971 in Fontvieille (Monaco) zum Rückkampf mit Monzón, den Benvenuti durch TKO in der dritten Runde verlor. Im Anschluss beendete er seine Boxkarriere.

## Außerhalb des Ringes
Benvenuti versuchte sich 1969 auch als Schauspieler; so spielte er in der Italowestern-Komödie Friß oder stirb die Hauptrolle neben Giuliano Gemma. Im Jahr 1995 ging er für einige Zeit nach Indien, um in Mutter Teresas Projekt zu arbeiten.